# Гі II Сполетський
Гі II, (†883), син герцога Сполетського Ламберта II.
Обраний герцогом у 880 році після смерті батька, мав амбітні плати щодо завоювання італійських земель на півдні та заході, через що конфліктував з Папською державою. 18 липня 880 одержав листа від папи Римського Івана VIII, який просив про особисту зустріч. Гі проігнорував прохання та напав на папські землі. У відповідь папа підтримав короля Італії Карла II Лисого, та коронував його імператором Священної Римської імперії 12 лютого 881. Проте, Карл не дуже допоміг папі. У листі від 11 листопада того ж року, який адресований Карлу, папа називає Гі «скаженим».
У лютому 882 на бенкеті, даному Карлом у Равенні герцог, імператор і папа домовились про мир, Гі пообіцяв повернути захоплені папські землі. Проте, дані обіцянки не були виконані. Мрії Гі про завоювання італійських земель також не сповнились. Йому спадкував його дядько Гі III.